# اس‌تی‌اس-۵۵
اس‌تی‌اس-۵۵ (انگلیسی: STS-55) یکی از مأموریت‌های برنامه شاتل‌های فضایی بود که در تاریخ ۲۶ آوریل ۱۹۹۳ از پایگاه فضایی کندی به فضا پرتاب شد. این مأموریت ۱۰ روزه توسط شاتل کلمبیا انجام گرفت و هدف اصلی آن انجام تحقیقات علمی در آزمایشگاه فضایی بود.